# ألعاب أفرو-آسيوية
ألعاب أفرو-آسيوية أو الألعاب الإفريقية الآسيوية (بالإنجليزية: Afro-Asian Games)‏ هو حدث رياضي متعدد المسابقات الرياضية، وهو يجمع بين دول قارتي آسيا وإفريقيا. هذا الحدث هو الأول من نوعه الذي يجمع رياضيي هاتين القارتين وحدهما. كان من المقرر أن تقام هذه الألعاب كل 4 سنوات. تشرف على هذه الألعاب باشتراك كل من المجلس الأولمبي الآسيوي ورابطة اللجان الأولمبية الوطنية في إفريقيا.

الألعاب الآسيوية الإفريقية تشهد مشاركة اللجان الأولمبية الوطنية الآسيوية والإفريقية، وذلك مع عدد قليل من دول اتحاد ألعاب الكومنولث. أول نسخة من الألعاب الأفرو-آسيوية، نظمت في حيدر آباد في الهند سنة 2003. كان من المقرر تنظيم النسخة الثانية في الجزائر العاصمة في الجزائر في 2007، لكن، تم تأجيل هذه الدورة، بسبب فشل الآسيويين في تصنيف الرياضيين حسب الميداليات الذهبية في دورة الألعاب الآسيوية. لم تقم بعد ذلك هذه الدورة. بعد ذلك، الدورة الثانية تم إقرارها في ديربان في جنوب إفريقيا سنة 2017.

## الدورات
| السنة | الدورة     | المدينة                    | التاريخ              | الدول المشاركة | الرياضيين | الرياضيين | الرياضيين | الرياضات | المرتبة الأولى في جدول الميداليات |
| السنة | الدورة     | المدينة                    | التاريخ              | الدول المشاركة | رجال      | سيدات     | المجموع   | الرياضات | المرتبة الأولى في جدول الميداليات |
| ----- | ---------- | -------------------------- | -------------------- | -------------- | --------- | --------- | --------- | -------- | --------------------------------- |
| 2003  | I          | حيدر آباد ( الهند)         | 24 أكتوبر - 1 نوفمبر | 96             |           |           | 2040      | 8        | الصين                             |
| 2007  | - (تفاصيل) | الجزائر العاصمة ( الجزائر) | ألغيت                | ألغيت          | ألغيت     | ألغيت     | ألغيت     | ألغيت    | ألغيت                             |

## مقالات ذات صلة
- ألعاب عموم إفريقيا
- دورة الألعاب الآسيوية